# ベル (美女と野獣)
- 美女と野獣 (1991年の映画) > ベル (美女と野獣)
- ディズニープリンセス > ベル (美女と野獣)

ベル（Belle）は、ウォルト・ディズニー・アニメーション・スタジオの映画『美女と野獣』（1991年）に登場する架空のキャラクター。女優で歌手のペイジ・オハラが主に声を担当したベルは、本を愛する風変わりな発明家の娘で、冒険と引き換えに村での生活を捨てたいと切望している。父モーリスが冷淡な野獣によって魔法の城に幽閉されたとき、ベルは父の自由と引き換えに自分の自由を差し出し、外見に惑わされず次第に野獣を愛するようになる。
ディズニー会長ジェフリー・カッツェンバーグは、『美女と野獣』を強いヒロインを主人公にしたミュージカル・アニメとして依頼し、初めて脚本家リンダ・ウールヴァートンを起用した。1740年に書かれた同名の童話のヒロインをベースに、ウールヴァートンはベルをより積極的なキャラクターとして映画化し、長年ディズニーが女性キャラクターを被害者として描いてきたという批判を抑えるため、意図的にフェミニストとして構想した。女性の権利運動と映画『若草物語』（1933年）での女優キャサリン・ヘプバーンの演技に触発されたウールヴァートンは、ベルをそれまでのディズニーのヒロイン、特に『リトル・マーメイド』のアリエルとは一線を画すユニークな存在として作り上げた。しかし、ベルに対するウールヴァートンの自由なビジョンにしばしば異議を唱えるストーリー・アーティストもいた。ジェームズ・バクスターとマーク・ヘンがアニメーションを担当し、前者は印象派のエドガー・ドガが描いたバレリーナの優雅な足取りを基にし、ベルのヨーロッパ的な顔立ちはイギリスの女優ヴィヴィアン・リーとオードリー・ヘプバーンの顔立ちにインスパイアされた。さらに、ナタリー・ウッド、エリザベス・テイラー、グレース・ケリーなど、何人かのハリウッド女優もベルの外見にインスピレーションを与えた。ディズニーは500人の候補者をオーディションした後、大人びた声とブロードウェイ・シアターでの経験に基づいてオハラを起用した。
ベルは、勇敢さ、知性、独立性を高く評価する映画批評家から広く称賛を集めた。しかし、彼女のフェミニズムに対する評価は賛否両論で、行動がロマンス志向だと非難するコメンテーターもいた。5人目のディズニープリンセスであるベルは、しばしばフランチャイズのベストメンバーの1人に数えられている。ディズニーで最も強力なフェミニスト・キャラクターの一例として高く評価され、批評家たちは、ベルがディズニープリンセスの評価を変えると同時に、独立系映画のヒロイン世代の先陣を切る手助けをしたことに同意した。また、ディズニーの最も象徴的なキャラクターの1人であるベルは、アメリカン・フィルム・インスティテュートの映画における「アメリカ映画100年のヒーローと悪役ベスト100」にノミネートされた唯一のアニメーション・ヒロインである。ベルは、映画のいくつかの続編やスピンオフ作品、そして彼女自身の実写テレビシリーズにも登場する。アメリカ人女優のスーザン・イーガンは、この映画のブロードウェイ・ミュージカル版でベル役を演じ、トニー賞ミュージカル主演女優賞にノミネートされた。2017年の実写映画版ではエマ・ワトソンがベル役を演じた。

## 製作

### 製作
ディズニー初の長編アニメーション映画『白雪姫』（1937年）の成功の直後、ウォルト・ディズニー自身は、『美女と野獣』の童話を、特に1930年代から1950年代にかけて、スタジオ初期のアニメーション映画として何度も映画化しようとしていた。このおとぎ話の主人公とプロットが「静的」であるため、このプロジェクトは継続的に棚上げされており、ディズニーは特にベルの幽閉を描くことに懸念を示していた。1989年の『リトル・マーメイド』の成功に触発されたディズニー会長のジェフリー・カッツェンバーグは、リチャード・パーダム監督のもと、童話の映画化に再挑戦することを決定した。しかし、カッツェンバーグはパーダムの暗く地味な解釈に不満を抱き、最終的には『リトル・マーメイド』のような強いヒロインを主人公にしたブロードウェイ・スタイルのミュージカル映画に全面的に作り直すよう命じた。『リトル・マーメイド』のアリエルの全体的な性格や動機に関して批評家たちが否定的な反応を示したことへの報復として、ディズニーは『美女と野獣』の原作に「フェミニスト的なひねり」を加えることを選択し、カッツェンバーグは初めて脚本家リンダ・ウールヴァートンを雇って脚本を書かせた。

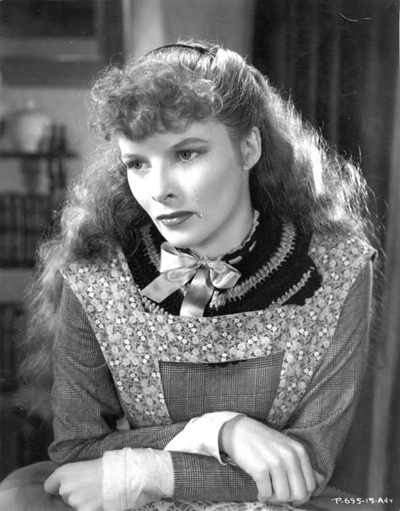
脚本家のリンダ・ウールヴァートンは、『若草物語』（1933年）での女優キャサリン・ヘプバーンの演技を基にベルを描いた。

『美女と野獣』の製作以前は、ディズニーは伝統的に女性キャラクターを被害者として描いてきた。というのも、この映画の初期の草稿では、ベルが力を発揮できなかったことが、脚本家たちの間で論争になったからだ。スタジオ側は『美女と野獣』を古風な映画にしたかったが、脚本家たちはベルを「時代を先取りした女性」として描いていた。ウールヴァートンは、ディズニーの長編アニメーションを手がけた初の女性脚本家として、ベルをきっかけに、ディズニーのこれまでのアニメーションのヒロインたち、特にアリエルよりも最終的に評判の良い女性キャラクターを作ろうと考えた。人魚姫の人気ゆえに困難な仕事であることを自覚していたウールヴァートンは、「新しいタイプのディズニー・ヒロイン」を創り出すためにあくなき闘いを続けた。ウールヴァートン自身が経験した女性の権利運動に触発され、脚本家はベルを強気なフェミニストとして構想した。ウールヴァートンは、ベルが適切にアップデートされない限り、現代の観客はベルに共感しないだろうと強く考え、ベルを「90年代の女性」に進化させた。ジャン・コクトーが1946年に映画化した映画を見ることを拒否したウールヴァートンは、代わりに女優キャサリン・ヘプバーンが1933年に映画化したルイーザ・メイ・オルコットの『若草物語』のジョー・マーチ役を基にベルを描いた。同様に、ストーリー・アーティストのブレンダ・チャップマンは、野獣とのあるシーンのために、ヘップバーンが俳優スペンサー・トレイシーとスクリーン上で口論していたことから影響を受けた。
『美女と野獣』のストーリー部門は男性が多かった。ウールヴァートンは、ベルの役割や性格をめぐって伝統的なストーリー・アーティストたちとしばしば論争を繰り広げたが、カッツェンバーグや作詞家のハワード・アッシュマンに支持され続け、後者もまた「被害者ではない」「思想家であり読書家」であることを求めて働きかけた。ウールヴァートンの主張によれば、ストーリー・チームは、彼女がベルのために書いたほぼすべてに異議を唱え、あるときは、ウールヴァートンが脚本に書いた、ベルが地図で旅行したい場所を示すところを、ケーキを焼くところに置き換えたこともあった。解放されたベルはケーキの焼き方すら知らないだろうと主張したウールヴァートンは、代わりにベルに本を読ませることで妥協した。これを解決するために、ウールヴァートンは最終的に、ベルが本を読みながら歩くように脚本を書いた。彼女が「退歩的」だと感じた一定の書き直しにもかかわらず、ウールヴァートンのベルに対する全体的なビジョンは概ねそのままだった。
原作のおとぎ話では、ベルには2人のわがままな姉妹がいて、それぞれに恋の相手がいるのだが、ウールヴァートンはベルとガストンの関係に焦点を当てるため、その姉妹をすべて省いた。脚本家はまた、ベルが父にバラの花をねだるサブプロットも削除した。ベルの妹クラリスや残酷なマルグリットおばさんなど、パーダム監督作品に登場した脇役たちも、ベルの孤独を際立たせるために前者は省かれ、後者は映画の悪役としてガストンに取って代わられた。ジャンヌ＝マリー・ルプランス・ド・ボーモンのおとぎ話では、ベルは基本的に野獣の囚人として父親の代わりをさせられている。ベルの独立性を強調するために、ウールヴァートンはベルを、父親を探しに進んで城に行き、そこで野獣と対決し、最終的にモーリスの自由と引き換えに自分の自由を交換するように書き直した。ベルが完璧でないことを示すために、ウールヴァートンは「彼女の顔に落ち続ける小さな髪の束」を描写した。ガストンと野獣のクライマックスの戦いの間、すでにアニメ化されていたガストンのセリフ「死ぬ時が来た！」を「ベルは俺のものだ！」に変更し、物語をベルに焦点を絞り直した。

### 声優

#### 原語版
ディズニーはベル役のために約500人の女優のオーディションを行った。当初はアリエルの声優ジョディ・ベンソンの再起用も検討されたが、最終的にはベンソンの声が若すぎて、思い描いていたベルにはアメリカ人っぽすぎると判断した。「よりクラシカルで女性的なトーン」を好むベルに、映画製作者たちは少女というより女性に近い声を求め、女優のジュディ・ガーランドを彷彿とさせる声を理想としたという。アメリカの女優であり歌手でもあるペイジ・オハラは、ブロードウェイで仕事をしていたとき、『ニューヨーク・タイムズ』でディズニーのアニメ映画『美女と野獣』の記事を初めて読んだ。スタジオがベルのためにブロードウェイの出演者を特別にスカウトしていることを知ったオハラは、すぐにエージェントを通じてオーディションを予約した。オハラがブロードウェイでミュージカル『ショウボート』に出演していたことを知っていたアッシュマンは、既にこのオーディションに注目していた。オハラは5回のオーディションを受け、最初はキャスティング・ディレクターのアルバート・タベレスの面接だけを受けた。次の2回のオーディションでは、ロサンゼルスのディズニーのスタジオに録音した声を郵送するだけで、ミュージカル『チェス』の「ヘヴン・ヘルプ・マイ・ハート」を歌った。最初の正規の対面オーディションで、オハラは当初、白雪姫を模倣するために自分の声よりも高い音域で話し、歌ったが、映画製作者たちは彼女に自分の声を使うよう主張した。カッツェンバーグとアシュマンに加え、監督のカーク・ワイズとゲイリー・トルースデール、プロデューサーのドン・ハーン、作曲家のアラン・メンケンもオハラの最後の数回のオーディションに参加した。ソングライターたちは、彼女のオーディションを見る前に、最初は目をつぶって聞いていた。5回目の最終オーディションの1時間後、ディズニーはオハラに電話でベル役に決まったことを知らせた。女優のオハラは、正式にキャスティングされる前から、この役を射止めたと確信していたが、その理由として、アシュマンが『ショウボート』のキャスト・レコーディングで彼女のヴォーカル・パフォーマンスを気に入ってくれたことを挙げた。
オーディションの時点ですでに30歳になっていたオハラは、ベルの若さとは裏腹に、自然に成熟した声を吹き込んだ。ウールヴァートンは、オハラが従来のディズニーのヒロインよりも成熟した声質であることを評価し、彼女の声質はワイズをガーランドを思い起こさせた。ベルと同じ読書好きであることに加え、オハラは、型破りな趣味のために仲間外れにされる役柄に共感し、「みんながレッド・ツェッペリンのコンサートに行っている間、私はミュージカルに夢中だった。私は一本調子だったし、ベルもそんな感じだったと思う」と説明した。女優のオハラは、2年以上にわたってこの作品に取り組み、舞台女優として演技の訓練を受けてきたため、レコーディング・セッションで声を柔らかくすることを当初は困難に感じていた。オハラと野獣の声を担当した俳優ロビー・ベンソンは、別々にレコーディングするのではなく、同じブースでレコーディングする許可をディズニーに求めた。結果的に、ディズニーの声優として初の快挙となった。オハラは、ベルと野獣の関係をより説得力のあるものにしたのは、この親密なレコーディング・セッションのおかげだと語った。オハラは監督の勧めで時折アドリブを入れたが、彼女のアドリブは「現代的すぎる」という理由で、最終的な映画には使われなかった。舞台で成功を収めたにもかかわらず、『美女と野獣』にキャスティングされたとき、オハラはハリウッドの観客にはほとんど無名だった。同スタジオがその後のアニメ企画でより有名なタレントを起用し始めるまで、彼女はディズニーの長編アニメ映画にキャスティングされた最後の無名女優のひとりだった。
1991年の映画公開以来、オハラは様々な後続映画、タイアップ・メディア、グッズでベル役を続投してきた。その中には、直接ビデオ化された続編『美女と野獣 ベルの素敵なプレゼント』（1997年）、『美女と野獣 ベルのファンタジーワールド』（1998年）、『ベルの友情物語』（1999年）、『キングダム ハーツ』シリーズなどの様々なビデオゲーム、ディズニープリンセス・フランチャイズの音楽とビデオのリリースが含まれる。さらに、オハラは1992年の第64回アカデミー賞で「朝の風景」を歌い、アカデミー賞アカデミー歌曲賞にノミネートされた。2012年、オハラはディズニーを「20年来の主な勤め先」と語った。2011年、オハラは、ビデオゲーム『Kinect: ディズニーランド・アドベンチャーズ』（2011年）で初めて女優ジュリー・ネイサンソンに正式に交代した。オハラは『ラスベガス・レビュージャーナル』に、この交代劇の知らせが彼女を大いに動揺させ、自分がまだベルの声を担当できることを会社に証明しようと、ベルの台詞の多くを録り直したほどだと明かした。しかしオハラは結局、20年の間に自分の声が変わってしまった結果、このプロセスがかなり困難なものであったことを認めた。オハラは結局、映画『シュガー・ラッシュ:オンライン』（2018年）でベルの声優に復帰した。また、2023年の短編映画『ワンス・アポン・ア・スタジオ -100年の思い出-』でもベルを続投した。

#### 日本語吹替版
ベルの日本語吹替版声優は、直接ビデオ化された続編やビデオゲーム、東京ディズニーランドの音声も含むすべて女優の伊東恵里が務めた。伊藤は『メリー・ポピンズ』や後に公開される『ムーラン』でも主人公の声優を務めた。 2018年公開の「シュガー・ラッシュ:オンライン」より、ベルの日本語吹替版声優を女優の平川めぐみに交代した。
| 作品                                                                | 原語版声優             | 日本語吹替版声優 |
| ------------------------------------------------------------------- | ---------------------- | ---------------- |
| 美女と野獣（1991年）                                                | ペイジ・オハラ         | 伊東恵里         |
| 美女と野獣 ベルの素敵なプレゼント（1997年）                         | ペイジ・オハラ         | 伊東恵里         |
| 美女と野獣 ベルのファンタジーワールド（1998年）                     | ペイジ・オハラ         | 伊東恵里         |
| ミッキーのマジカル・クリスマス/雪の日のゆかいなパーティー（2001年） | ペイジ・オハラ         | 伊東恵里         |
| 『ハウス・オブ・マウス』シリーズ（2001年 - 2003年）                 | ジョディ・ベンソン     | 伊東恵里         |
| キングダム ハーツII（2005年）                                       | ペイジ・オハラ         | 伊東恵里         |
| Kinect: ディズニーランド・アドベンチャーズ（2011年）                | ジュリー・ネイサンソン | 伊東恵里         |
| ちいさなプリンセス ソフィア（2013年）                               | ジュリー・ネイサンソン | 伊東恵里         |
| シュガー・ラッシュ:オンライン（2018年）                             | ペイジ・オハラ         | 平川めぐみ       |

### 個性
プロデューサーのドン・ハーンによれば、ボーモンが製作したベルは「信じられないほど受動的」なキャラクターで、その性格を『眠れる森の美女』（1959年）のオーロラやシンデレラ、アメリカの女優で動物愛護活動家のドリス・デイになぞらえ、彼女たちを「能力はあるが、1950年代や1960年代に女性が担っていたような役割を果たしている」女性だと表現した。映画製作者たちは、ベルにロマンスや結婚を超えた目標や願望を持たせることで、ベルをより立体的なキャラクターに丹念に作り直すとともに、彼女の受動的な役割を、より好奇心旺盛なヒロインへと拡大した。ウールヴァートンは、ベルを「一風変わったディズニーのヒロイン」にしようと決意し、プリンセスではなく、本を楽しみ、結婚にはほとんど興味がない自立したキャラクターに意図的に造形し、アシュマンと緊密に協力して、「考える人であり、読書家であり、外見にこだわらず、被害者でもない、積極的なヒロイン」を作り上げた。ベルが読書家であることは、原作のおとぎ話にも出てくるが、その筋書きにはほとんど重要ではない。そのため、ベルの読書への情熱は、『若草物語』の登場人物ジョー・マーチとウールヴァートン自身の読書好きを借用し、知性とオープンマインドをさらに示すために、大幅に拡大された。ウールヴァートンとオハラの両氏は、ベルの知的で本が好きな性格を強調するよう、映画製作者たちに勧めた。しかし、アニメーターたちがウールヴァートンのビジョンを実現するのに苦労したこともあった。当初、ベルは幽閉されている間中泣き続けているように描かれていたが、ウールヴァートンはこれに腹を立て、ベルは泣くよりも、脱出方法を探したり、単に「魔法の城に住んでいることに興味をそそられたり」することの方がずっと多いのだと主張した。「彼女が典型的なディズニーの女性にはなれないとわかると、みんな極端な行動に出る。彼女は愚痴っぽくなった」と語り、脚本家は、ベルがこのような行動をとるのは 「賢すぎる」と主張した。『リトル・マーメイド』のアリエルより数歳年上のベルは、読書が好きなため、より世俗的で成熟したキャラクターになった。ベルはディズニーのプリンセスの中で「おそらく」最年長だとヘンは考えている。ベルは17歳だと複数の情報筋が長年主張してきたが、ヘンはベルを20代前半と推定した。オハラは『ヴァニティ・フェア』のインタビューで、ベルはディズニープリンセスの中で唯一20代だと思うと述べた。しかし、（ベルが属する）ディズニープリンセスは19歳以下と推定されており、シンデレラとティアナは公式ディズニープリンセスのラインナップとフランチャイズの中で最年長であり、どちらも19歳と推定されている。

### デザインとアニメーション
ベルの監督アニメーターはジェームズ・バクスターとマーク・ヘンだった。アニメーターたちは、ベルをアリエルとは大きく異なる、よりヨーロッパ的な容姿にしたいと考え、イギリスの女優ヴィヴィアン・リーにインスパイアされた、ふっくらとした唇、細い目、濃い眉毛でベルを描いた。従来のディズニープリンセスよりも彫りの深いベルは、ジェニー・ガースやアリッサ・ミラノからもインスピレーションを受けた。リンカーン・ジェラハティ著『Directory of World Cinema: American Hollywood』によると、ベルは女優ジュディ・ガーランドの『オズの魔法使い』（1939年）のドロシー・ゲイルと、ジュリー・アンドリュースの『サウンド・オブ・ミュージック』（1965年）のマリア・フォン・トラップからインスピレーションを得たという。
ベルは、アリエルを手がけたヘンの2作目のディズニー・ヒロインだった。彼はスタジオのフロリダ部門のシーンのアニメーションを特に任され、『美女と野獣』を完成させて以来、何人かのディズニープリンセスのアニメーションを手がけてきた。アリエルとは異なり、ベルは「一目惚れ」するのではなく、「実際に関係が深まっていくのを見ることができる」とヘンは述べた。ヘンはスタジオを有名な女性、特にハリウッド女優のナタリー・ウッド、エリザベス・テイラー、グレース・ケリー、オードリー・ヘプバーンの写真で飾り、参考にした。ヘンは、オハラがキャスティングされ、彼女の声を聞いてからベルの外見が形成され始め、その時点からすでに構想していたデザインと彼女の演技を融合させたと主張した。オハラは「美しい女性たち」の写真を見て怖気づいたが、アニメーターのローナ・クックは、自分の写真も参考にすると言って彼女を安心させた。ヘンは、製作の打ち合わせのためにカリフォルニアに行く時以外は、ほとんどオハラに会わなかった。一方、アニメーターたちは、製作のかなり後期までオハラにキャラクターの絵を見せないようにし、単純にアニメーターたちに彼女を描かせるよう勧めた。
バクスターは、ストーリー・アーティストのロジャー・アレーズとブレンダ・チャップマンが既にベルのために描いていた作品を基に、よりヨーロッパ的な顔立ちにし、丸みのある顔に描くことに決めた。彼らはベルが絶対にブルネットであるべきだと決めており、ディズニーが『白雪姫』以来めったに使わなかった髪の色だ。バクスターは、バレリーナの肖像画で知られるフランスの印象派画家エドガー・ドガの芸術を研究し、彼の作品からインスピレーションを得て、ベルの演技に「優雅で白鳥のような動き」を取り入れた。ベルの舞踏会衣装は、『ローマの休日』（1953年）でオードリー・ヘプバーンが着ていた衣装から着想を得た。ハーンと男性製作者チームは、ピザとアルコールを摂取しながらガウンをデザインした。当初、マーケティング部門は女性観客に配慮してベルのドレスをピンクにするよう命じたが、アートディレクターのブライアン・マッケンティーは、他のディズニープリンセス、特に『眠れる森の美女』のオーロラと差別化するために、ドレスをゴールドにするようスタジオを説得した。マッケンティーはまた、ベルが村の中で唯一青い服を着るキャラクターにし、彼女が異質な存在であり、追放された存在であることを強調することを提案した。ベルが身につける色もまた、彼女の感情を模倣しており、青は悲しみや孤独を連想させる。青は善の象徴としても使われ、ガストンの赤は悪を表している。
アニメーターたちは、オハラのアフレコ風景をビデオに撮り、彼女の物腰や表情、髪が顔にかかりやすいなどの仕草をとらえ、それをベルの絵に反映させた。オハラの家族の何人かは、初めてこの映画を観たとき、すぐにベルのオハラの身体的特徴に気づいたという。女優でモデルのシェリー・ストーナーがベルの演技モデルを務め、アニメーターたちがキャラクターを描く際に実写の参考資料を提供した。ベルが常に髪を顔から払いのける傾向も、ストーナーとオハラから着想を得たものだ。アニメーターたちは、オハラの目、頬骨、眉毛の上げ方もベルの顔に取り入れた。オハラは当初、ベルが「完璧すぎる」と感じており、女優のアンジェリーナ・ジョリーと比較していたが、ジョリーが映画デビューするのはその4年後だった。オハラは当初、アニメーターが彼女を完璧でないように見せるまで、子供たちが彼女に感情移入できないのではないかと危惧していた。『ロサンゼルス・タイムズ』に寄稿したチャールズ・ソロモンは、ベルの外見に矛盾があることを指摘し、「大理石のボールルームで野獣とワルツを踊り、野獣が王子に変身する前にその遺体に涙する」一方、「野獣から図書館を貰ったベルは、「愛の芽生え」を歌う明らかにスリムなベルよりも、目が大きく、口が突き出ている」と述べた。

## 特徴とテーマ
ウールヴァートンは、「女性と女児を前進させるという自らに課した使命」の一環としてベルを創作した。『エクスプレス・タイムズ』は、ベルを「恋に落ちるよりも、読書と知識を得たいと歌う知的な若い女性だ」と評した。ウールヴァートンは、「ベルの本に対する知識と愛情が、自分の人生の視点を提供し、それは必ずしも男性が彼女をそこに連れて行くというものではない」と評価した。映画の主要テーマのひとつであるベルは部外者とみなされるが、それは彼女の読書好きが、「視野の狭い」村の仲間たちとは対照的に、外の世界の知識を彼女に与えているからとされている。『WIRED』に寄稿したマット・ブラムは、ベルを「ディズニー・アニメの中で最もギークなヒロイン」と評し、その知性と活発な想像力によって、彼女がどれだけ仲間に馴染めないかを示すオープニングナンバーに象徴された。同様に、『ボックスオフィスプロ』のエイミー・ニコルソンは、ベルを「ディズニーで最も賢いヒロイン」と呼び、『ハリウッド・ニュース』のロブ・バーチは、第1幕の大半を愚痴に費やすことから、ベルは「時に傲慢に映る」と観察した。著者のシャロン・ヘイズは、著書『Sex, Love and Abuse Discourses on Domestic Violence and Sexual Assault』の中で、ベルを「若く美しい少女の真髄」と評した。ベルの性格をグリム童話『かえるの王さま』の王女と比較して、『美女と野獣』のハンドブックの著者ジェリー・グリスウォルドは、「気が強く、率直なヒロイン」と表現した。セント・フランシスコ・ザビエル大学に寄稿したドーン・エリザベス・イングランドは、ベルは伝統的に女性的な特徴も男性的な特徴も同じくらい持っているとし、その勇敢さ、独立心、自己主張の強さを男性的、繊細さ、恐れを女性的とした。『Hard Bodies: Hollywood Masculinity in the Reagan Era』の著者、スーザン・ジェフォードによると、「ベルがヒロインとしての資格を確立したのは、町の独身女性の中で唯一、ガストンにうっとりしなかったときだ」とし、「読書好きというキャラクターは、本質的に彼女を町の他の人々よりも優れた存在としてマークするために操られている」とした。デイヴィッド・オコナーは『ステイツマン』に寄稿し、ベルの知性と読書好きを「無神経で著しく頭の悪いガストンと対照的である」と述べた。批評家たちは、映画の主人公がベルなのか野獣なのかについて議論を続けた。『Hard Bodies: Hollywood Masculinity in the Reagan Era』の著者であるスーザン・ジェフォードは、ボーモンの原作童話ではベルが主人公のように見えるが、ディズニー映画ではベルは「物語の中心」ではなく、むしろ「野獣のジレンマを解決するためのメカニズム」になっていると感じた。ノエル・バファムは、「ディズニープリンセスのもつれた進化」という論文の中で、ベルはディズニーのヒロインたちが「変化を切実に必要としていた」ときに登場し、その知性と精神に「赤い承認印」を与えたと述べた。
ディズニーのヒロインが時代とともに進化してきたのは、キャラクターが受動的な若い女性から「真実の愛を見つけることとは別に、野心と欲望を持ったヒロイン」へと徐々に変化していくにつれて、「プリンセスのキャラクター設定へのアプローチが変化してきた」ためだと分析する批評家たちは、ディズニープリンセスを3つのカテゴリーに分け、ベルを時間軸の真ん中に位置づけることが多い。 『HelloGiggles』のキット・シュタインケルナーは、「ベルは『ディズニープリンセスの原型』を改良したキャラクターであり、映画の中で『夢追い人』と『行動する人』の両方の役割を同時に果たしている」と述べた。映画史家のポーラ・シグマン・ローリーは『デイリー・エクスプレス』に対し、ベルの性格はアリエルの精神と自立の芽生え、ポカホンタスの成熟の組み合わせであり、「ベルは（アリエルより）少し年上で、自立への旅路の少し先にいる」と説明した。『About.com』のデビッド・ヌセールは、ベルは『バルカン超特急』として知られるディズニープリンセスのカテゴリーに属し、ヒロインたちは勇敢で率直で自立しているにもかかわらず、「他人がそれぞれの目標を達成するのを助けるために受動的に振る舞うことを余儀なくされる」と考えた。ダラム・カレッジに寄稿したミシェル・マンローは、ベルはより受動的な以前のディズニープリンセスたちといくつかの特徴を共有しているにもかかわらず、「プリンセスの新しい可能性」を示したと感じた。『ガールズ・イン・ケープス』は、ベルは「野心、自己発見、そして欲しいものを追い求めること」を教えるプリンセスの世代の先駆者だと書いた。さらに、ベルはディズニーで最初で唯一のヘーゼルの瞳を持つプリンセスである。

## 登場

### 映画とテレビ番組
ベルは『美女と野獣』（1991年）で初登場した美しい愛書家（ビブリオフィリア）で、その比類なき美しさは村人たちから賞賛されるが、同時にその知性と非適合性を嘲笑されている。傲慢な狩人ガストンに執拗にロマンチックな目で追われる平凡な田舎暮らしに飽き飽きしたベルは、冒険に憧れていた。父モーリスの馬が乗り手を失って戻ってきた後、彼女は進んで父を探しに森に入る。ベルは野獣を説得し、父が地下牢で病気であるため、父の自由と引き換えに自分の自由を差し出すと約束する。ベルは好奇心から禁断の西棟に行き、そこで魔法のバラを発見するが、それが野獣の運命と結びついていることに気づかず、彼女の不法侵入に野獣が激怒したため、馬に乗って城から逃げ出す。ベルは森の中で狼に追われるが、野獣によって追い払われ、その後ベルは傷ついた野獣を城に助け帰り、看病する。当初は野獣を嫌っていたベルだが、次第に野獣を受け入れるようになり、やがて野獣と親しくなる。ベルと野獣の強い絆はガストンを嫉妬させ、ガストンは城を襲撃して野獣に致命傷を負わせるが、ガストンはその途中で転落死してしまう。しかし、ベルが決裂して野獣への愛を告白すると、野獣は自分勝手な行いの罰として魔法使いにかけられた魔法が解け、最終的にハンサムな王子に変身する。
『美女と野獣 ベルの素敵なプレゼント』（1997年）では、野獣がクリスマスに強い反感を抱いているにもかかわらず、ベルはクリスマスを再び祝うことで、城の衰退した精神に再び火をつけようとする。一方、フォルテという厳粛なパイプオルガンは、主人との共依存の関係を維持することに憧れ、ベルと野獣の芽生えつつある友情を妨害する決意を固める。フォルテに騙されて凍った池から大きなクリスマスツリーを取り出したベルは溺れそうになるが、野獣に助けられる。しかし野獣は、フォルテの誤った情報により、ベルが再び逃げ出そうとしたと誤解し、罰として彼女を地下牢に閉じ込める。野獣がようやく真実を知ると、2人は許し合い、ベルはフォルテの城破壊計画を阻止する手助けをする。『美女と野獣 ベルのファンタジーワールド』（1998年）では、ベルが野獣や魔法をかけられた使用人たちとさまざまな場面で交流する様子が描かれ、許し、友情、協力、尊敬といったテーマが探求されている。
映画シリーズのスピンオフ作品である『ベルの友情物語』（1999年）では、ベルは本屋を経営し、有名な物語や童話を読み聞かせることで子供たちに貴重な教訓を教え、4つのディズニー短編アニメ『三匹の子ぶた』（1933年）、『ピーターとおおかみ』（1946年）、『かしこいメンドリ』（1934年）、『小さな大鹿』（1950年）のナレーションを担当している。ベルは初めてアニメ版と実写版の両方で登場し、それぞれ女優のペイジ・オハラとリンジー・マクロードが声と演技を担当した。テレビシリーズ『Sing Me a Story with Belle』（1995～97年）では、ベル役はマクロードが続投し、自分の音楽と本を売る店を経営し、そこに子供たちが訪れて物語を語り、歌う。
ベルは、テレビアニメ『ハウス・オブ・マウス』シリーズと、そのオリジナルビデオ『ミッキーのマジカル・クリスマス/雪の日のゆかいなパーティー』『ミッキーの悪いやつには負けないぞ!』にも登場した。テレビシリーズでは、ベル役をアメリカの女優で歌手のジョディ・ベンソンが担当し、オハラは『ミッキーのマジカル・クリスマス/雪の日のゆかいなパーティー』でベル役を再演した。
実写版のベルは、ABCのテレビシリーズ『ワンス・アポン・ア・タイム』のメインキャラクターとして登場し、ルンペルシュティルツヒェン（番組版の野獣）の恋敵として活躍する。オーストラリア出身の女優エミリー・デ・レイヴィンが演じている。2015年のテレビ映画『ディセンダント』ではキーガン・コナー・トレイシーがベルを演じ、オーラドン合衆国の女王を務め、野獣との間にベンと呼ばれる息子がいる。同映画の続編『ディセンダント2』（2017年）と『ディセンダント3』（2019年）で再登場した。『ちいさなプリンセス ソフィア』シリーズでは、エピソード「エンチャンシアのうた（The Amulet and the Anthem）」にベルがゲスト出演した。2015年のタミル語のロマンティック・スリラー『マッスル 踊る稲妻』で、「Ennodu Nee Irundhal」のシークエンスで野獣を演じたインド人俳優ヴィクラムの相手役としてベルを演じたイギリス人女優エイミー・ジャクソンは、キャラクターのオリジナル補綴メイクをショーン・フット（ショーン）とダヴィーナ・ラモントが担当し、さらにナショナル・フィルム・アワード受賞者のクリスティアン・ティンズリーとドミニ・ティルが担当した。

### 美女と野獣（2017年）

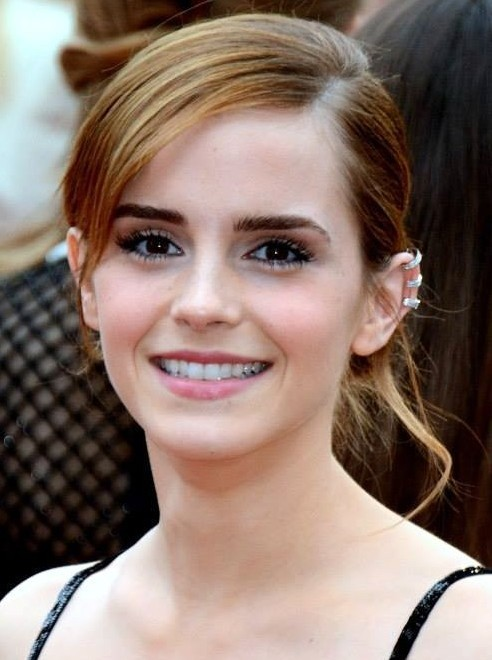
イギリス人女優エマ・ワトソンは、2017年の実写映画でベルを演じた。

2015年1月、エマ・ワトソンが実写版でベルを演じることを発表し、2017年に公開された。『美女と野獣』は、Aリスト女優がディズニープリンセスを演じるディズニーリメイクの最初の作品だった。フェミニストでありモデルでもあるワトソンは、実写版映画のベルにいくつかの変更を提案した。衣装デザインについてワトソンは、可動性を損なうため、伝統的な「大きなプリンセスドレス」とコルセットを拒否し、映画のマーケティングに不可欠である黄金のガウンに変更した。一方、村のシーンでは、ベルをより逞しくするために、バレエシューズではなくブーツをリクエストした。とはいえ、実写版リメイクにおけるベルの服装は、前作のアニメーションにほぼ忠実なものとなった。
ワトソンの影響で、ベルは本の虫になっただけでなく、父親と同じ発明家にもなった。洗濯などの日常の雑事に発明品を使うことで、読書への情熱を追求する時間が生まれる。また、ベルの母親はベルの乳幼児期に疫病で亡くなっており、そのためモーリスはベルを過保護に育て、村から出ることを許さない。例えば、モーリスは「ベルが探検欲を満たすために、遠い国の曲を奏でるオルゴール」を作っている。ベルはこのことに恨みは抱いていないが、彼は母の死のせいでベルに冒険をさせたくないのだ。ベルを演じたワトソンは、2017年MTVムービー・アワード演技賞、2017年ティーン・チョイス・アワードの女優賞（SF／ファンタジー部門）を受賞した。また、エンパイア賞女優賞、ニコロデオン・キッズ・チョイス・アワードフェイバリット映画女優賞、サターン賞主演女優賞にもノミネートされた。

### ブロードウェイ・ミュージカル
ベルはブロードウェイでミュージカル化された『美女と野獣』にも登場する。この役は女優のスーザン・イーガンが担当したが、彼女は当初「ディズニーがアニメをブロードウェイで上演するなんてとんでもない」と、『美女と野獣』のオーディションに消極的だった。しかし、彼女のエージェントは何とか彼女を説得し、イーガンは最終的にミュージカル『マイ・フェア・レディ』『回転木馬』『グリース』への出演を断り、『美女と野獣』のベル役を選んだ。イーガンはオーディションを受けるまで『美女と野獣』を一度も観たことがなく、「自分の創造的直感」だけに頼っていた。イーガンの演技は、第48回トニー賞のミュージカル主演女優賞にノミネートされた。ブロードウェイ・ミュージカルでベルを演じた女優は、レコーディング・アーティストのデビー・ギブソンやトニー・ブラクストン、トニー賞候補のケリー・バトラーやアンドレア・マクアードル、『ザ・ソプラノズ 哀愁のマフィア』のジェイミー＝リン・シグラー、ディズニー・チャンネル出身のクリスティ・カールソン・ロマーノやアンネリー・ファン・デル・ポルなど合計17人で、後者のベルは、2007年に13年間のロングラン公演を終え、ブロードウェイ最後のベルとなった。女優サラ・リッツシンガーは、現在もブロードウェイで最も長く上演されている公演のベル役を務めている。
ベストセラーR&Bシンガーであるブラクストンは、1998年に映画『ホワイ・ドゥ・フールズ・フォール・イン・ラブ』（1998年）の女優ハル・ベリー役を断ってベル役に抜擢され、ブロードウェイデビューを果たした。ブラクストンが女優としてのキャリアを追求するようになったのは、当時シンガーが所属していたレコードレーベルとの一連の軋轢に起因しており、結果的に彼女は、このミュージカルの歴史の中でベルを演じた唯一のアフリカ系アメリカ人となった。ベルのバラード「A Change in Me」は、ソングライターのアラン・メンケンとティム・ライスがブラクストンのために特別に書いた曲だ。しかし、この曲は最終的に好評を博し、それ以来ミュージカルに取り入れられている。ベル役在任中、ブラクストンは 「取り憑かれたファン」にストーカーされた。そのストーカーは、ブラクストンに脅迫メールや手紙を浴びせかけたと伝えられている。ブラクストンの安全を確保するため、劇場への行き帰りに完全な変装を強いられ、さらに毎週の公演を8回から7回に減らすなど、いくつかの措置がとられた。ストーカーは最終的に逮捕され、加重ハラスメントで起訴された。

日本では劇団四季によって上演されている。

### ビデオゲーム
ベルは、ゲーム『キングダム ハーツ』シリーズに登場する「闇無き心」を持つ「セブンプリンセス」の一人として、『キングダム ハーツ』『キングダム ハーツ チェイン オブ メモリーズ』『キングダム ハーツII』『キングダム ハーツ 358/2 Days』『キングダム ハーツ χ』に登場する。
- 『キングダム ハーツ』：闇の扉を開くための鍵としてホロウバスティオンに連れ去られたが、ビースト（このシリーズの野獣は一貫して「ビースト」と呼ばれている）とソラに救われて無事に元の世界に戻った。
- 『キングダム ハーツ チェイン オブ メモリーズ』：ソラの記憶の幻影としての存在として登場する。再びマレフィセントによってビーストと離ればなれになった。ビーストはベルを救出するために、もう一度マレフィセントとの戦闘においてソラを支援した。
- 『キングダム ハーツ 358/2 Days』：『キングダム ハーツ』での出来事の後、ビーストとすれ違いが生じていたが、あるきっかけから元の関係に戻っていった。しかし、ビーストがザルディンから偽りを吹き込んでいったため、再びすれ違いが生じ、『キングダム ハーツII』の事件に至った。
- 『キングダム ハーツII』：ザルディンがビーストの心を強さを狙ったため、ベルや城の使用人も被害を受ける。ゲームの後半でザルディンに魔法のバラごと人質にとられたが、隙をついて逃げる。ソラ達の協力でビーストと仲直りし、エンディングで人間に戻ったビーストと平穏に過ごしていることが示唆されている。

ベルはビデオゲーム「ディズニー マジックキングダムズ」の期間限定アンロックプレイアブルキャラクターとしても登場する。ビデオゲーム「Disney ミラー・ウォリアーズ」では、ベルの別バージョンがプレイアブルキャラクターとして登場する。

### その他

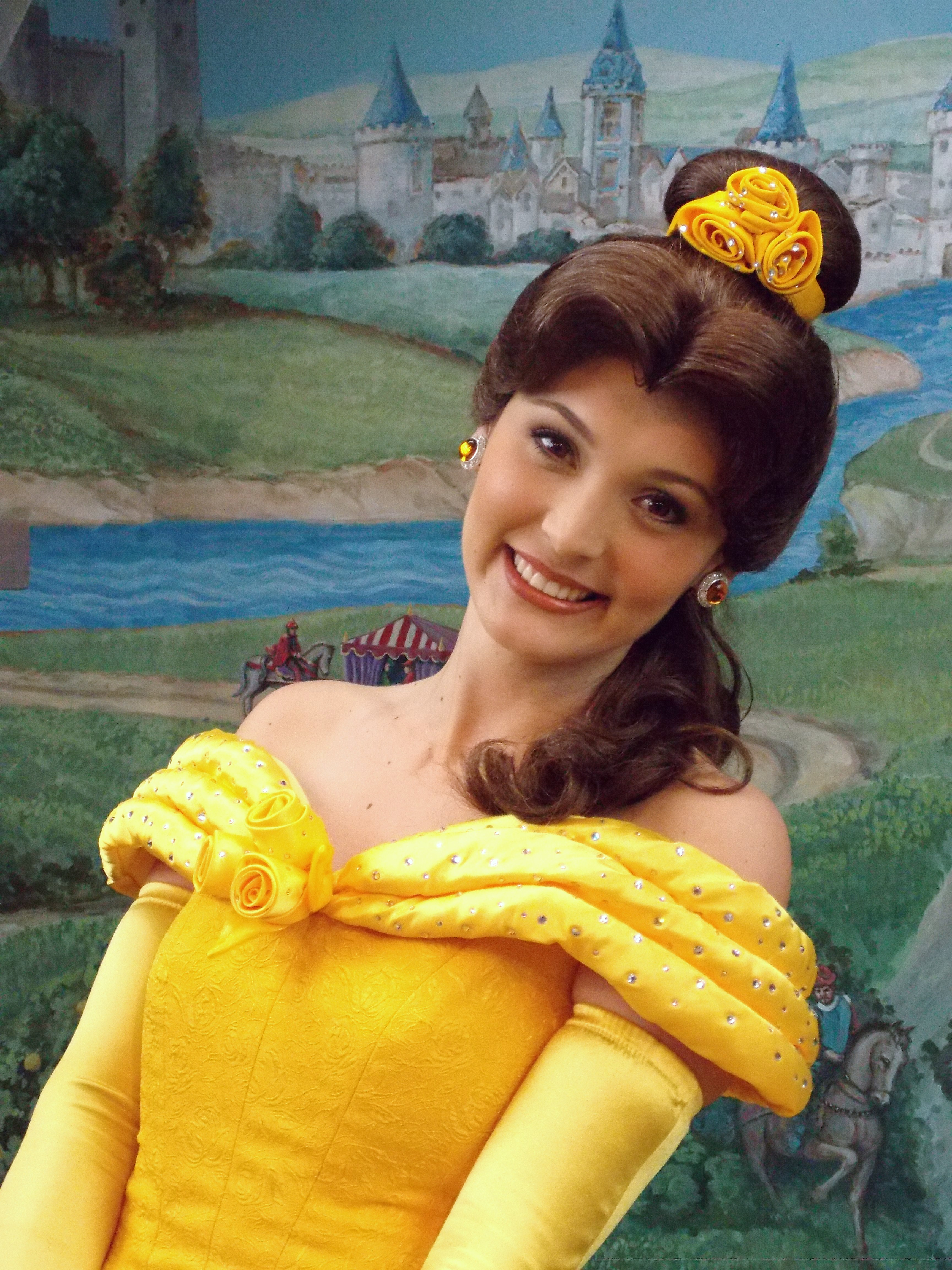
ディズニーランドに登場するベル

ベルは野獣とチップとともに、第64回アカデミー賞短編アニメ賞のプレゼンターとして登場した。また、『ノートルダムの鐘』（1996年）では、「僕の願い（Out There）」のシークエンスでカメオ出演を果たしている。
マーベル・コミックが出版したベルが野獣の城に滞在していた時代を描いたものや、ディズニー・コミックが配給した映画の数年前を描いた前日譚など、ベルは映画を題材にしたさまざまなコミック本の主人公でもある。前者では、使用人たちがベルをなだめすかして野獣と何かさせようとするが、それが裏目に出て、仲直りする前に2人の友情が壊れそうになる、というストーリーが一般的だ。後者の連載では、ベルは村の子供たちと海賊ごっこをした後、地下室に閉じ込められ、後に野獣の城に続く道を通りそうになる。後者の連載では、ベルがミサンドリー的な考えを持っており、村の子供たち、特に男児がベルほど文学に精通していないことを理由に、村の子供たちとの交際を拒否していることも示唆された。
ウォルト・ディズニー・ワールドのディズニー・ハリウッド・スタジオで上演されている舞台『美女と野獣：ライブ・オン・ステージ』には、ベルをはじめとする映画1作目のキャラクターたちが登場する。また、野獣とともに、マジック・キングダムのファンタジーランドのアトラクション「エンチャンテッド・テール・ウィズ・ベル」に登場する。
ベルは、2017年のD23 Expoで発表されたように、他のディズニープリンセスとともに映画『シュガー・ラッシュ:オンライン』に登場し、ペイジ・オハラが7年ぶりにベル役を再演した。
H.E.R.は、2022年12月15日にABCで放送された実写／アニメスペシャル『美女と野獣：30周年セレブレーション』でベルを演じた。

## 評価

### 批評家による評価
ベルは映画批評家たちから概ね好意的な評価を得ており、彼女の勇気、知性、独立性、成熟度を称賛した。『グローブ・アンド・メール』のジェニー・パンターは、ベルを「賢く、勇気があり『責任感の強いギャル』」と評し、この映画の目玉とした。『エンパイア』のエマ・コクランと『ペースト』のアンリー・エリングソンは、ともにベルのフェミニズムを楽しんでおり、前者はベルを「これまでのディズニーのキャラクターよりも丸みを帯びている」と称賛した。『ボルティモア・サン』のスティーブン・ハンターは、「ベルは、受動的なおとぎ話のプリンセスではなく、気骨のある性格と彼女自身の私的な意図を持った、現実の女の子」だと述べた。『TVガイド』のレビュアーは、ベルの自信と独立心によって、この映画のお馴染みの筋書きが改善されたと感じ、「ディズニーのヒロインとは違い、ベルは聡明で、自分が何を望んでいるかを知っており、ハンサムな王子の愛に恋焦がれることもない」と結んだ。『エンターテインメント・ウィークリー』のマーク・ベルナルディンは、ベルを『美女と野獣』のヒーローと呼び、同誌のクリスチャン・ブラウベルトは、「王子様に助けられる必要があったこれまでのディズニーのヒロインたちとは違い、ベルは野獣の命を救うだけでなく、彼の魂も救う」と論評した。ザ・ラーニング・チャンネルのヴィッキー・アーコフは、ベルを「賢く」「舌鋒鋭い」と評し、「ディズニーの受動的なプリンセスの型を破った」と評価した。『About.com』のデビッド・ヌセールは、ベルを「立派なヒロイン」と評した。『オールムービー』のドン・ケイとペリー・セイバートは、ベルと野獣を「立体的でステレオタイプにとらわれず、物語の過程で変化する複雑な人物」と評し、セイバートはベルを「ディズニーのヒロインにまつわる決まり文句のほとんどを回避した」「強い女性キャラクター」と評価した。コモン・センス・メディアはベルを「ディズニーで最も賢く、自立したヒロインの一人」と称賛した。2022年、ゴールド・ダービーのマシュー・スチュワートとポール・シーハンは、ベルを2番目に優れたディズニープリンセスにランク付けし、「ベルは、ディズニー社がこれまでに生み出したキャラクターの中で、最も賢く、勇敢で、心優しいキャラクターの一人であり、彼女の物語は常に重要性を増している。嘲笑されても自分の心を磨く勇気を持ち、ガストンの不器用な誘いから身を守り、愛に関しては自分で選択することで、彼女はすべての女性にとってインスピレーションの源となっている」と書いた。
また、何人かの批評家は、前のディズニープリンセスであるアリエルよりもベルを好むと声を上げた。『ワシントン・ポスト』のハル・ヒンソンは、ベルをアリエルよりも「より成熟し、より女性らしく、当たり障りのない無性愛者ではない」「説得力のある」キャラクターであり、「より世俗的な少女」であるとし、「本の虫であり、気概があり、自分の考えを持っている」と評した。同様にベルとアリエルを比較した『シアトル・タイムズ』のジョン・ハートルは、『美女と野獣』では「既視感がほとんどないのは、おそらくヒロインが『人魚姫』の依存的なアリエルとはあまりにも違い、彼女のジレンマがより切実だからだろう」と書き、『ボックスオフィスプロ』は「キュートで小さな『人魚姫』アリエルは早熟なセックスポットでしかないという批判に応えて、この美女にベルという名前をつけたのは間違いない。 彼女は自立の象徴であり、好奇心旺盛で身の回りのものすべてに愛情を注ぐ読書家である」と書いた。
一方、ベルと野獣の関係も好意的に受け止められている。『About.com』のデビッド・ヌセールは、「ベルと野獣の間に感じられる化学反応は、『美女と野獣』が史上最も記憶に残るロマンスの1つという評判に恥じないものであることを保証する」と書いた。「型破りなロマンス」と評した『ロサンゼルス・タイムズ』のチャールズ・ソロモンは、「若い女性が、激しい外見の下に隠された優しい心を愛することを学ぶというアイデアは、伝統との大きな決別を表している」と論評した。同様に、批評家たちもオハラの演技を楽しんだ。『バラエティ』は、「ベルはオハラによって見事に演じられた」と書いた。『ザ・スター・レッジャー』のスティーブン・ウィッティは、オハラの可憐なソプラノを楽しんだ。『シアトル・タイムズ』のジョン・ハートルは、「オハラは、ベルに暖かさ、直感、成熟を与える気骨のある仕事をしている」と書き、『サン・センチネル』のキャンディス・ラッセルは、「オハラが知的で、賢く女性的で、心の揺れ動きに武装解除されたベルをうまく表現している」と書いた。
ベルの数少ない否定的な批評のひとつは、『Television Without Pity』のイーサン・オルターが書いたもので、彼はこう論評した。
この映画は、観客に、自分の恋愛運命をしっかりとコントロールし、男の子を追いかけることよりも本を読むことを優先する、意志の強い女性の主人公を提示した。そして、少なくともベルは過去のディズニーのヒロインたちとは対照的であったことは事実である。それでも、映画製作者たちは、その男の子に夢中という特徴を、少し不気味に映る顕著な母性的な嗜好にすり替えることで、ベルの好意には応えなかった。ベルと野獣の関係は、父親への献身的な態度に加え、明らかに母親と子供のダイナミックさを持っている。2人のロマンスにも輝きがないのは、物語の基本的な設定上、彼女が彼を必要とするよりも、彼が彼女をはるかに必要としていることが常に明らかだからだ。特に、彼女の後に登場したダイナミックなアニメのヒロインたちと比べると、今のベルは、どうしようもなく淡白に見える。—『Television Without Pity』のイーサン・オルターによるベルについての複雑な分析。
2017年の映画でエマ・ワトソンが演じたベルは、批評家から概ね好評だった。『ニューヨーク・タイムズ』のA・O・スコットは、「ワトソンはベルの思いやりと知性を完璧に体現している」と書いた。『ワシントン・ポスト』のアン・ホーナデーは、ワトソンの演技を褒め称え、「警戒心が強く、厳粛」と評する一方、彼女の歌唱力を「仕事をこなすのに十分なサービス精神」と指摘した。『シカゴ・サンタイムズ』のリチャード・ローパーもワトソンの演技を称賛し、「ベルは気迫と生意気さと賢さと獰猛な独立心を持っている」と書いた。『ニューヨーク・デイリーニューズ』のスティーブン・ウィッティは、ワトソンのベルを 「画期的」と評した。『デイリー・テレグラフ』のティム・ロビーは、ワトソンを完璧とまでは評価しなかったが、全体的には「隣の家の少女のような愛らしさと、甘く澄んだ歌声が彼女を見事に表現している」と評した。また、彼女の演じるベルは「まぶしく理想的」と評した。ベルの演技で、ワトソンはMTVムービー・アワード演技賞とティーン・チョイス・アワードの女優賞（SF／ファンタジー部門）を受賞した。また、エンパイア賞女優賞、サターン賞主演女優賞、ニコロデオン・キッズ・チョイス・アワード映画女優賞にもノミネートされた。

### フェミニストによる分析
フェミニストの批評家たちは、ベルがフェミニストのキャラクターとして肯定的に描くべきかどうか、賛否両論を唱えてきたが、ディズニーは1991年以来、ベルをフェミニストとして肯定的に宣伝してきた。イザベルは、「ベルはしばしば『フェミニストな』なディズニープリンセスの基準として取り上げられる」と断定した。『Tales, Then and Now: More Folktales as Literary Fictions for Young Adults』の著者アナ・E・アルトマンによれば、ディズニーは『美女と野獣』を、ベルのキャラクター設定と映画内での役割から「フェミニスト童話」として大々的に宣伝した。ティモシー・B・カーガルは、その著書『Hearing a Film, Seeing a Sermon: Preaching and Popular Movies』の中で、ベルが「ディズニーが、よりフェミニスト的な時代に向けてヒロインの形を変えようとする努力を続けている」ことを示していることに賛成した。『Girl Culture: An Encyclopedia』の著者クラウディア・ミッチェルによれば、ベルのフェミニズムは第三波フェミニズムと1990年代の比較的新しいガールパワーの概念に影響を受けていた。批評家たちのベルに対する分析は概ね賛否両論で、ベルが実際に「十分にフェミニストであるかどうか」をめぐって議論されている。『美女と野獣』は当初、「前向きでフェミニストなヒロイン」が主役であるとして公開当初は称賛されたが、ベルの独立心やガストンへの憤りにもかかわらず、最終的に「理想の男性に出会う少女」を描いたロマンスであることに批評家は同意する傾向があった。ベルが「甘く、モップを振り回す前任者（過去のディズニープリンセス）たちから大きく変わった」ことを認めた上で、『Twilight and History』の著者ナンシー・レーギンは、「結婚による成就という最終結果は維持されている」と観察した。『オースティン・クロニクル』のキャスリーン・メアは、ベルを「疑似フェミニズム」の例として挙げた。『インデペンデント』のジュディス・ウェリカラは、ベルが「野獣の外見を見抜いた」ことを評価する一方で、「野獣がハンサムな王子に戻ると、妻としての役割に溶け込んでしまう」と非難した。『Fairy Tale』の著者アンドリュー・テバーソンは、ベルをディズニーが「以前の映画における女性の表現に対するフェミニストからの批判」に対処しようとした試みとしながらも、最終的にはベルの好奇心は「恋愛にしか及ばない」と批判し、さらに彼女を「一般的な男女に対する病的な敵意を持った熱狂的な個人主義者」だと非難した。一方、『スタイリスト』は、ベルを最もフェミニストなディズニーキャラクターの一人に挙げ、「信じられないほど知的な女性」であり、「自分をただの肉片としか考えない男性には我慢がならない、自分の心も愛してくれる人を求めている」と評した。『America's Film Legacy: The Authoritative Guide to the Landmark Movies in the National Film Registry』の著者であるダニエル・アイゲンは、ベルの「フェミニストへの憧れ」を認め、ディズニーの「白雪姫に対する現代の修正版」として挙げた。『Beyond Adaptation: Essays on Radical Transformations of Original Works』の著者フィリス・フルスは、『美女と野獣』は当初、「フェミニズム的には見えない」と書いた。しかし、著者はベルを「顕著なフェミニズム的傾向を持つ魅力的なキャラクター」であると認めたが、最終的には、ディズニーのコンシューマープロダクツは、ベルをディズニープリンセスのフランチャイズに参加させることで、映画が達成しかけたことを覆したと批判した。『リファインリー29』の「フェミニストのロールモデルとしてのディズニープリンセスの決定版ランキング」では、著者のヴァネッサ・ゴレンベウスキーはベルを8位にランクインさせたが、その性格と野心については「混乱させる」と評した。『コンプレックス』のタラ・アキノは、ベルを「読書家で、自給自足で、町の脳天気な美少年には引っかからないほど高い基準を持つ、ちょっとしたフェミニスト」と評した。
コメンテーターたちは一般的に、ベルと映画の男性キャラクター、特に野獣との関係についてよりシニカルな反応を示し、その道徳性を疑問視している。セントラルフロリダ大学に寄稿したフェイス・ディケンズは、ベルが登場した後、「野獣のジレンマを探るための乗り物」に過ぎなくなり、冒険を熱望していた当初のベルはロマンスに取って代わられたと感じた。ディケンズはさらに、ベルが「ありのままの姿で完璧」に見える一方で、野獣は「改革される必要がある」と批判した。『Tales, Then and Now: More Folktales as Literary Fictions for Young Adults』の著者アンナ・E・アルトマンは、ベルが野獣とモーリスの両方と母親のような関係を共有しているように見えることを嫌った。アルトマンはまた、ベルの読書への興味がおとぎ話に限定されているように見える点にも難色を示し、最終的にはベルをボーモンのヒロインの「気性の荒い北米版」に過ぎないと断じた。『オレンジコースト』の作家ヘンリー・A・ジルーは、ベルは「野獣の問題を解決するための小道具」程度の役割しか果たしていないと感じた。『ナーヴ』のソニア・サライヤは、ベルを最もフェミニストなディズニープリンセスの第6位にランク付けし、アリエルとは異なり、「ベルの生意気さは10代の反抗から来るものではなく、むしろ知的鋭敏さから来るものだ」と書いた。サライヤは、ベルが「彼女の人生はどうあるべきかという村の期待」に抵抗したことを称賛し、彼女を「結婚生活に対する懐疑を表明した最初のプリンセス」だと評価した。ベルの犠牲を「勇敢」としながらも、著者はそれを「女性にとって大した一歩ではない」とし、最後には彼女を「支配的な男に恋した」と非難した。同様に、『HelloGiggles.com』のキット・シュタインケルナーは、「ベルと野獣の関係に流れる虐待的な底流」に懸念を示した。一方、『Bustle』のメアリー・グレース・ガリスも、ベルの向上心と読書好きは評価しつつも、野獣との関係を批判し、「90年代は、プリンセスたちが慣習に逆らって父親（あるいは町の女性差別主義者）から自由になろうとする動きを見せたけれども、最終的な結末は変わらない」と結論づけ、「映画が終わっても、彼女たちは男性と固く結ばれており、冒険の夢は捨てられている。したがって、ディズニー・ルネサンスは、純粋な冒険の追求というよりも、むしろ理論的な冒険願望によって特徴づけられる」と詳しく述べた。

## 反響
『Boxoffice Pro』に「イコノクラスム」と評されたベルは、『美女と野獣』で演じたことで文化的アイコンとしての地位を確立した。『タイム』や『ハーパーズ バザー』によれば、ベルはディズニー初のフェミニスト・プリンセスという栄誉に輝いた。コメンテーターたちは、ディズニー初の強い女性キャラクターとしてのベルの評判が、その後のアニメーション映画における女性の描き方を変えたと信じた。『デイリー・ビースト』のケヴィン・ファロンによれば、ベル以前は「ディズニープリンセスであることは、フォークで髪をとかすのがどれだけ好きかを歌い、夢のように彫りの深いあごの男性と結婚できるのなら、自分の声を捧げることを意味していた」とした。『ロサンゼルス・タイムズ』のチャールズ・ソロモンは、ベルを「慣習のしがらみ」を打ち破った4人のディズニープリンセスの一人だと考えている。『About.com』のデビッド・ヌセールは、ベルが「まったく新しい世代のためにプリンセスの方程式をアップデートする」ことに成功したことに賛成した。『アトランティック』のリンジー・ロウは、ベルをディズニーの「おとなしいヒロインの歴史」に終止符を打ったキャラクターとして挙げ、ヌセアの意見に同調した。『デイリーキャンパス』のキャシー・シュミットは、ベルとアリエルを「より現代的なディズニープリンセスの始まり」と評価した。『ヴァージン・メディア』に寄稿しているリマラ・ソルトは、ベルが「観客が茶髪のインテリと恋に落ちる可能性を証明した」と考えた。映画公開後にディズニーが実施した調査で、ベルが本を愛読していることが若い女性の読書意欲を刺激したことが判明した。『フック』のジャスティン・ハンフリーズは、「ベルが最も成功したプリンセスであり続けているのは、人々が彼女に共感できるからだ」と表現した。『ペアレンティング』のエリナ・ボロホワは、ベルの「勇敢さと自立心がディズニープリンセスの意味を再定義するのに役立った」と考えた。
ベルはディズニープリンセス・フランチャイズの5人目のメンバーであり、最も人気があり有名なキャラクターの1人である。ベルをディズニー・ルネサンスで2番目に優れた主人公と評価した『Collider』のタイラー・B・サールによれば、ベルはしばしば「最高のディズニープリンセスではないにせよ、その一人」と考えた。『ティーンヴォーグ』のジャスティン・マクグラスによれば、ベルは「史上最も人気のある古典的なディズニープリンセスの一人」だという。マリ・クレールが報じた『プレイライクマム』が行った2020年の世論調査によると、ベルは9カ国で最も人気のあるディズニープリンセスに選ばれた。その知性と謙虚さが評価され、『E!』のディズニープリンセス・ランキングでは1位に、『コスモポリタン』では4位にランクインした。『セブンティーン』の「ディズニープリンセスの決定版ランキング」では、ベルは5位にランクインし。同様に、『バズフィード』でもベルが5位にランクインし、彼女の読書好きを称賛した。『バズフィード』が行った読者投票でも、ベルはディズニープリンセスの中で最も人気があり、18％の票を集めた。『ComingSoon.net』が行った同様の投票でも、ベルは17％の票を集め、最高のディズニープリンセスにランクされた。ベルは、興行収入では『美女と野獣』が3億5,000万ドル以上を記録しており、ディズニープリンセスの中では5番目に成功した。しかし、ベルは2013年にeBayで最も売れなかったディズニープリンセスであり、顧客のお気に入りとしてよく挙げられているにもかかわらず、売り上げは7,000ドル以下だった。
ベルは、ディズニー・アニメーションで最も愛されているヒロイン、プリンセスの1人とされている。2023年、『A.V.クラブ』は、ベルをディズニーアニメの歴代キャラクターの中で10番目に偉大なキャラクターにランク付けした。『ピンクヴィッラ』のチャビ・プリは、ベルは「しばしば最高の女性ディズニーキャラクターの1人とみなされている」と報告した。『ビジネスインサイダー』の読者は、ベルを史上15番目に象徴的な女性映画キャラクターに選んだ。2016年、『ピープル』のスコット・ヒューバーは、「映画公開から25年以上経った今も、ベルの人気は衰えることを知らない」と述べた。ベルは、アメリカン・フィルム・インスティチュートの「アメリカ映画100年のヒーローと悪役ベスト100」ランキングにノミネートされた唯一のアニメーション・ヒロインであり、その中から最終的に8人の女性キャラクターだけが選ばれた。『CNN』は、ベルをディズニーの最も偉大なヒロインの1人に選んだ。『デイリー・ミラー』によると、ベルはディズニーにとって、ミッキーマウスとミニーマウスに次いで2番目に象徴的なキャラクターであり、「勇気の肖像であり、見かけにとらわれず、信じるもののために立ち上がることを教えてくれる」と評した。一方、『ポップマターズ』はベルをディズニーの2番目に優れたヒーローとした。セックスシンボルであり、ファッションアイコンでもあるベルは、『UGO』の「最も魅力的な女性アニメキャラクターランキング」で64位、『コンプレックス』の「史上最もホットな漫画の女性25人」では14位にランクインした。『E!』は、ベルを「ディズニープリンセスの中で最もクチュールな女性」として、ディズニープリンセスのベストドレッサー第2位にランク付けした。ベルの黄金のドレスは、映画史上最も有名なドレスの一つと広く考えられている。ベルは『スタイリスト』の「ディズニーで最も美しいルック」リストに2度登場し、いずれもベルのヘアスタイルが評価された。2022年現在、『エンターテインメント・ウィークリー』の『Disney Princesses Ranking Their Hairdos – and Don'ts!』でベルの髪型は7位にランクインした。
ベルによって、ウールヴァートンは多作な脚本家としての地位を確立し、以来、強い女性キャラクターを創り出すことへの献身が評価された。ベル以来、ウールヴァートンの女性キャラクターの大半は、『ライオン・キング』（1994年）のナラ、『ムーラン』（1998年）のムーラン、『アリス・イン・ワンダーランド』（2010年）のアリス、『マレフィセント』（2014年）のマレフィセントといった、強気で自立した女性である。『インディワイア』のスーザン・ヴロシュチーナは、「ウールヴァートンのベルは、完全に肉付けされたおとぎ話のヒロインの新しい基準を打ち立てた」と書いており、ひいては『ハンガー・ゲーム』シリーズのカットニス・エヴァディーンや『アナと雪の女王』（2013）のアナとエルサへの道を開いた。ウールヴァートンはベルを今でも大切に思っており、「ベルは私の第一子だったから、独占欲が少しあったが、私はそれを手放さなければならなかった」と説明した。『美女と野獣』では、ベルが映画のオープニングナンバー「朝の風景」を歌い、1992年の第64回アカデミー賞でアカデミー歌曲賞にノミネートされた。1998年、オハラは、『美女と野獣』の3本の続編のうちの2本目『ベルのファンタジーワールド』でベル役を続投し、アニー賞長編作品声優賞にノミネートされた。『美女と野獣』での彼女の仕事とディズニーへの様々な貢献を記念して、オハラは2011年8月19日にディズニー・レジェンドを授与された。ディズニーは、写真家アニー・リーボヴィッツの「ディズニー・ドリーム・ポートレート・シリーズ」のベル役として、スペイン人女優ペネロペ・クルスを起用した。